# Scirpophaga incertulas
Espèce
Scirpophaga incertulas, la Pyrale jaune à deux points ou Pyrale jaune du riz, est une espèce de lépidoptères de la famille des Crambidae, décrite par Francis Walker en 1863. 
Répandue dans le Sud et l'Est de l'Asie, elle est considérée comme un ravageur des cultures de riz.

## Description
L'envergure du mâle est de 18 à 22 mm et la femelle est de 34 mm. Les mâles adultes sont plus petits que les femelles et sont de couleur brun ocre. Leurs ailes antérieures sont parsemées de tâches foncées et sont irriguées par des veines légèrement plus sombres. Dans l'angle inférieur de l'aile, les scirpophaga incertulas arborent un point noir. Une ligne oblique plus sombre s'étend à partir de l'apex jusqu'à la veine 2. On peut apercevoir un séries de point noirs en marge de l'aile. Leurs ailes postérieures arborent un blanc-ocre. Les femelles sont d'un brun pâle avec des ailes postérieures plus sombres.

## Distribution
On trouve cette espèce en Afghanistan, au Népal, au nord-est de l'Inde, le Sri Lanka, le Bangladesh, le Myanmar, le Vietnam, la Thaïlande, la Malaisie, Singapour, Sumatra, Java, Bornéo, Sumba, Sulawesi, les Philippines, Taïwan, la Chine et le Japon.

## Écologie
Les larves se nourrissent d'Oryza sativa, une espèce de riz. Cette espèce est considérée comme l'un des principaux ravageurs du riz à travers l'Inde et le Sri Lanka où ils détruisent chaque année des récoltes. Ils creusent la tige de leur plante hôte. Pendant leur croissance, la couleur des larves passe du jaune pâle à un vert jaunâtre avec une tête brune. Ces larves peuvent atteindre une longueur de 20 mm. La nymphose a lieu dans un cocon de soie blanc.

## Dommages
Après l'éclosion, pendant le premier stade le leur développement, les larves se déploient dans la gaine de la feuille et causent des lésions longitudinales jaune-blanc patchs en s'y nourrissant. Puis elles envahissent la tige de la plante de riz, et restent dans la tige pour se nourrir de la surface intérieure de la paroi Les symptômes n'en sont pas visibles de l'extérieur. Une plante ayant subi une attaque conséquent de ces larves laisse voir de profondes incisions circulaires qui traversent le tissu parenchyme, dévoilant l'intérieur mort de leur tige si la plante en est au stade végétatif et des points blancs si elle en est au stade reproductif.

## Contrôle
De nombreuses mesures ont été mises en place pour lutter contre les lourds dégâts causés par cette espèce sur la culture du riz dans le monde entier: des méthodes de contrôle chimique, physique et biologique sont utilisées pour contrôler les parasites, à tous les stades de leur cycle de vie. De nombreuses variétés de plantes génétiquement modifiées pour résister aux ravageurs du riz ont ainsi été introduites dans les champs par les gouvernements locaux. Pour lutter contre les scirpophaga incertulas de manière biologique, on utilise souvent d'autres insectes qui parasitent leurs œufs. Les espèces Telenomus, Tetrastichus et les Trichogrammes sont très efficaces contre les œufs, les larves et les papillons adultes. La sauterelle conocephalus longipennis est aussi connue comme une prédatrice efficace de leurs œufs. Outre les nombreux insectes parasitoïdes employés, on utilise également les champignons, les bactéries, les virus et certains vers nématodes de l'ordre des mermithides dans l'éradication des pyrales jaunes du riz.